# Electric Power Research Institute
El Electric Power Research Institute (EPRI, en español: «Instituto de Investigación de Energía Eléctrica») es un instituto que realiza investigaciones sobre temas de interés de la industria de la energía eléctrica en Estados Unidos. El EPRI es una organización sin ánimo de lucro independiente, fundada por la organizaciones de producción, distribución y con intereses en la industria eléctrica. Si bien EPRI es básicamente una organización norteamericana, en la misma participan también empresas y otras organizaciones extranjeras. Las áreas de interés que abarca EPRI comprenden la mayoría de los temas relacionados con la generación de energía eléctrica, la distribución de electricidad y su uso.
Como consecuencia de reuniones realizadas en el Senado de Estados Unidos a comienzos de la década de 1970 sobre la falta de actividades de investigación y desarrollo (I&D) como apoyo a la industria de potencia, todos los sectores de la industria de la electricidad de Estados Unidos —gubernamentales, privados, y cooperativas— en forma voluntaria juntaron sus fondos comenzando así un programa de I&D colaborativo que abarca la industria. EPRI fue fundado de manera formal en 1973 con el nombre de Electric Power Research Institute. Fue creado como una organización sin fines de lucro independiente diseñada para administrar y gestionar un muy amplio programa colaborativo de I&D estatal-privado en representación de la industria eléctrica, los clientes de la industria, y la sociedad en su conjunto.
Entre las razones que subyacen en la creación del EPRI se encuentra un reconocimiento del profundo impacto benéfico que ejerce la electricidad sobre la vida en épocas modernas. 
El programa de I&D del EPRI abarca virtualmente todos los aspectos de la generación, protección ambiental, suministro de electricidad, uso y mercados de potencia. En la actualidad (2010), EPRI provee soluciones y servicios a más de 1000 organizaciones relacionadas con la energía en más de 40 países. EPRI posee más de 900 patentes.